# Mines de Liat
Les mines de Liat, actualment en desús, foren possiblement les mes importants de tota la Vall d'Aran. Estan formades per diverses explotacions (Liat, Estrella, Preciosa Pepita,..), algunes de les quals es troben fins a 2.300 metres d'altitud. Es troben al municipi de Canejan, a les capçaleres de les valls del riu de Toran i del riu Unhòla, i van estar en explotació fins a la dècada de 1950.
La blenda de les mines de Liat era molt rica en zinc (un 50%). Entre els minerals presents podem fer esment dels següents: arsenopirita (entre els nivells de quarsites), calcopirita, covel·lita, esfalerita (és el mineral més abundant), galena (abundant), mackinawita, pirita, pirrotina, goethita, hematites, magnetita, atzurita, calcita, cerussita, malaquita, smithsonita, anglesita, melanterita, quars, clorita, moscovita, actinolita, tremolita i granat.

## Història
L’origen documentat de l’explotació és al segle XVIII, quan en l'any 1764 uns pastors descobriren els jaciments. El 1912, la Sociedad Minero Metalúrgica Peñarroya, de capital francès i amb diversos interessos també a Espanya, començà l’explotació de les mines de Liat a gran escala. A Canejan es van instal·lar un grup de dos turbines i alternadors per subministrar llum elèctrica a les mines, i a partir de 1917 també s’aprofitaren per donar llum als pobles de Canejan, Bausen i Pontaut. Inicialment el mineral es baixava per la vall del riu Toran a llom de cavalleries fins Era Farga de Güerri. Posteriorment sorgiria Era Honeria amb uns forns de grans voltes a fi d'escalfar la mena i tot seguit amb l'aigua del Pradets fer-la esclatar deixant solt el mineral, que es duia a Pontaut per ser transportat a França. Finalment el complex de Liat seria dotat d'un llarg telefèric de més de 15 quilòmetres de longitud que mitjançant una estació d'angle comunicava amb la ribera de Toran i el carregador de Canejan, ja al fons de la vall. Aquest telefèric era inicialment monocable, i el 1929 va ser substituït per un sistema bicable.
El 1956 la Sociedad Minero Metalúrgica Peñarroya va tancar l’explotació i va vendre les mines, materials i terrenys a Antonio Madrid, industrial de Bossòst, com a ferralla.

## Situació actual
El complex miner estava escampat per una zona ben àmplia  i des de la dècada de 1950 està en desús. Actualment es poden destacar els següents elements:
- Bocamines i cúmuls d'escòries, en aquest cas hi ha més de 30 bocamines amb les seves corresponents cúmuls.
- Plans inclinats (de vegades dits “malacates”), per on baixava el mineral fins a les plataformes d’on sortien els telefèrics
- Telefèrics entremitjos, que conduïen el mineral cal a les estacions de càrrega del telefèric principal
- Estacions de càrrega, hi ha diverses estacions de càrrega del mineral, d’on partia el telefèric principal
- Telefèric principal, de més de vuit Km que conduïa el mineral extret fins al carregador de Pontaut, amb un desnivell de més de 1700 metres. D’aquest telefèric se’n conserven diferents pilones.